# 我的明星男友
《我的明星男友》由新亞洲娛樂集團投資拍攝，於2002年12月7日開鏡，2004年5月15日緯來戲劇台首播。

## 播出時間
- 首播：2004年5月15日—2004年9月11日，每周六21時~22時。

## 電視小說介紹
是由尹玫瑰著作電視小說，聯合文學於2004年5月20日發行。

## 故事簡介
湯鈞禧（湯鈞禧飾）、謝曜仲（謝曜仲飾）、楊季霖（楊季霖飾）、曾韋橋（曾韋橋飾）是時下最hot的年輕偶像團體，名為4U(FOR YOU)，由於四人外型佳又各具才藝，很快的一出道便成為各界矚目的焦點。四人都就讀於同一所大學開學當天，同為一年級新生的關建瑩（關建瑩飾）和曾暐雲（曾暐雲飾）在上學途中，關建瑩倒楣的被飆快車的騎士擦撞，當關建瑩和曾暐雲回學校後，赫然發現原本平靜無波的校園當紅炸子雞偶像4U的出現，引發一連串的騷動。同時，意外的是，關建瑩嘴裡痛恨的流氓機車騎士，竟然就是4U裡的謝曜仲。於是乎，驚喜加上意外，就這樣揭開了關建瑩、曾暐雲和4U相逢的序幕。
關建瑩個性堅強獨立，患有眼疾，但隱密不說，和曾暐雲更是十分要好的朋友；儘管對4U中的湯鈞禧深具好感，然而在她得知禧喜歡影星邱琦雯（邱琦雯飾）之後，黯然地將心力轉投注在服裝設計上。湯鈞禧是4U的中最被看好的一顆新星，前途無限美好，心儀一位寫真女星邱琦雯，遭到經紀人康凱琳（徐華鳳飾）以事業為重的理由大力反對，沒想到卻和經紀人牽扯出曖昧三角關係。謝曜仲因緣際會認識了年齡、身份、名氣都遠大過自己的大明星侯麗麗（張敏飾），兩人萍水相逢卻遭受狗仔隊的追逐，經過風雨，惺惺相惜纏綿出嘩然的姐弟戀。與關建瑩、曾暐雲同班的楊季霖，一直被曾暐雲熱情活潑的個性深深吸引，即使早已知道曾暐雲心儀於謝曜仲，仍然相信總有一天，曾暐雲會為他感動。個性沉穩內斂的曾韋橋，則對楊季霖懷有同志情愫，為了能夠守在楊季霖身邊，堅決放棄在澳洲的龐大家業，楊季霖卻渾然不知。
4U和關建瑩、曾暐雲六人原本單純、快樂的校園春春情誼變得複雜曖昧，六人決定出遊舒緩緊張的關係，旅程中表面上彷彿平和、各有所繫，實際上卻是一波未平一波又起，許多更駭人風暴正逐步向他們襲捲而來。 首先是湯鈞禧在邱琦雯前男友的設計下，拍攝到他參與性愛派對的照片，並在媒體的大肆報導渲染，令湯鈞禧的演藝生涯亮起紅燈。暗戀湯鈞禧的經紀人康凱琳，在湯鈞禧和邱琦雯互傾愛意後，憤而自殺身亡，湯鈞禧和邱琦雯這對愛侶遭受到前所未有的與論壓力。
另一方面，侯麗麗感念舊情人先前對她的付出，遂離開謝曜仲重回舊情人的身邊，謝曜仲一蹶不振，曾暐雲趁虛向謝曜仲表白，謝曜仲在空虛之下接受曾暐雲的感情，對謝曜仲已產生感情的關建瑩，只有強壓制住自己的情感，形單影隻的她，不料竟成為黑道父親關子雄（柯俊雄飾）仇家找上門的目標，身處危險之中。然而，謝曜仲無法真正愛曾暐雲，遂主動提分手，曾暐雲傷心之下與曾韋橋在酒醉之後發生關係意外懷孕，曾韋橋卻因為同志身分不願負起婚姻責任。
關建瑩和謝曜仲經過重重風波，終於明白最愛的人其實就是對方，然在此時，關建瑩卻發現自己有失明之虞，關建瑩不想連累謝曜仲，兩人訂下一年之約，希望給予彼此自由之身，將兩人的感情轉為友情。謝曜仲於是將對關建瑩的深情痴戀化為首張情歌專輯，感動歌迷無數，轉眼一年之期已到，關建瑩未能如約現身，謝曜仲傷心瘋狂，不斷找尋，殊不知，關建瑩手術失明未成，陷入昏迷不醒。

## 演員列表

### 主要演員
| 演員   | 角色   | 介紹 | 登場集數 |
| 湯鈞禧 | 湯鈞禧 | 樂壇超人氣男子組合4U成員之一，21歲，就讀藝崗大學二年級。性格沉穩，EQ極高，深諳娛樂圈生存之道，待人處事圓滑有禮，也是4U中的靈魂人物。鈞禧因和性感女星邱琦雯拍戲之故，因而戲假情真，對邱琦雯的迷戀無法自拔，偏偏因邱琦雯性感女星的形象和出身背景的問題，而令兩人無法相愛。同時，鈞禧面對他一往情深的關建瑩以及一直暗戀他的經理人康凱琳，在感情處理上，虛處碰壁，飽受壓力之餘，再加上被人陷害的性愛派對照片，嚴重危害到他的形象和演藝生涯，令他的事業出現危機。 | 全劇     |
| 謝曜仲 | 謝曜仲 | 樂壇超人氣男子組合4U成員之一，20歲，就讀於藝崗大學二年級。性格叛逆不羈、做事衝動、自我、敢愛敢恨，是娛樂圈出了名的「壞孩子」。曜仲對同校新生關建瑩心生好感，偏偏建瑩鍾情於4U成員中的湯鈞禧，加上建瑩的好姊妹曾暐雲對仲又一見鍾情，令建瑩對曜仲一直保持著適當的距離。曜仲在失意之下，巧遇大明星侯麗麗，兩人因背景相同，惺惺相惜，共墜愛河。麗麗後因前富商男友生意失敗，心生不忍而和曜仲分手，暐雲雖然伺機而入，但曜仲發現最愛的人始終還是建瑩，於是決定向建瑩展開追求。建瑩和曜仲經過重重風波，終於明白最愛的人其實就是對方，然在此時，建瑩卻發現自己有失明之虞，建瑩不想連累曜仲，兩人訂下一年之約，希望給予彼此自由之身，將兩人的感情轉為友情。曜仲於是將對建瑩的深情痴戀化為首張情歌專輯，感動歌迷無數，轉眼一年之期已到，建瑩未如約現身，曜仲傷心瘋狂，不斷找尋，殊不知，建瑩手術失明未成，陷入昏迷不醒。                                           | 全劇     |
| 楊季霖 | 楊季霖 | 樂壇超人氣男子組合4U成員之一，19歲，藝崗大學一年級新生，是典型的陽光大男孩，性格樂觀開朗、思想單純，凡事抱著無為而治的態度，感情上尤見。楊季霖對同班的曾暐雲一見鍾情，兩人湊在一起簡直是天生的一對活寶貝。季霖雖然飽受雲的任性和無理取鬧，但卻始終死心踏地深愛著暐雲，偏偏暐雲心裏只有謝曜仲一人，視他僅止於「好哥們」。季霖對這段感情始終無怨無悔地付出，希望終有一天感動暐雲。 | 全劇     |
| 曾韋橋 | 曾韋橋 | 樂壇超人氣男子組合4U成員之一，22歲，就讀於藝崗大學二年級，個性外冷內熱，心思縝密。平時沉默寡言，所有思慮想法只會自我過濾沉澱，不會在人前表現自己的情感，更因為自己的性向問題，總給人一種憂鬱的神秘感。曾韋橋因為喜歡組合中的成員楊季霖而留在樂壇發展，而堅拒回澳洲接管父親的生意，而令父子關係一直處於緊張狀態。在季霖的身上，韋橋找到了自己所欠缺、所渴望的那一部分，對於季霖，橋卻也只能靜靜地守著他，從不曾表白一思心跡，默默分擔他生活中的喜怒哀樂。某次韋橋找暐雲佯扮女友企圖欺騙由澳洲返台的母親，而被季霖誤會，兩人關係出現緊張。韋橋終向季霖坦承愛意，季霖無法接受，韋橋和暐雲兩人在愛情失意下，受到酒精催化，而發生了關係，令韋橋和季霖陷入兄弟絕裂的危機中... | 全劇     |
| 關建瑩 | 關建瑩 | 20歲，藝崗大學一年級新生，個性堅強、獨立、倔強、堅毅，雖患有眼疾，但隱密不說，由於在艱苦的環境和身世，將她磨練出獨立自主的個性。自幼和奶奶從香港來台，和曾韋雲是十分要好的朋友，儘管對4U中的湯鈞禧深具好感，卻一直處於被動的狀態，然而在她得知禧喜歡影星邱琦雯之後，黯然地將心力轉投注在服裝設計上，一心只想成全鈞禧和琦雯。幸好得恩師俞惟安指點，而成為時裝設計界一顆明日新星。建瑩後因黑幫大哥身份的父親關子雄突然出現，令她的人生掀起很大的變化，亦譜出一段真誠的父女情。與謝曜仲不打不相識的她，在兩人的誤會慢慢化解後，兩人之間竟也埋下淡淡的情愫，儘管曜仲喜歡建瑩，但建瑩始終因為好友暐雲的關係而排拒著這一份感情，在愛情與友誼間痛苦徘徊。在面對曜仲的瘋狂追求下，建瑩一方面背負著好姊妹暐雲喜歡曜仲的包袱，再加上眼疾的病情急轉直下，在不想連累曜仲的考量下，建瑩隱瞞自己即將失明一事，令她不得不做出殘酷的抉擇，訂下一年之約，相約到時再見…… | 全劇     |
| 曾暐雲 | 曾暐雲 | 19歲，藝崗大學一年級新生，個性率直活潑，樂觀爽朗，對於愛情存有絕對浪漫的幻想和堅持。由國外回來的曾暐雲，生長在一個富裕衛維恩穩的家庭中，造就了她無憂無慮的樂天性格，和關建瑩是無話不說的好姊妹。對4U中的謝曜仲一見鍾情，雖然曜仲對她沒有任何感覺，暐雲卻沉浸在暗戀之中，自得其樂，反而對她死心踏地的楊季霖呼之則來，揮之即去，冷熱無常。暐雲在曜仲愛情失意之時伺機而入，最終還是落得分手收場，令她的自尊心嚴重受創，進而與曾韋橋意外地發生關係後，令她陷入更混亂的感情之中，甚至自暴自棄，和建瑩的好姊妹關係也面臨嚴峻的考驗…… | 全劇     |
| 邱琦雯 | 邱琦雯 | 25歲，是演藝圈公認的「性感女神」，雖然已是炙手可熱的明星，但她的性感形象以及出身背景令她飽受人情的冷暖，早已看透娛樂圈跟紅頂白的現實，是個外冷內熱的性情中人。邱琦雯因為自己的出身和形象，一直遠拒湯鈞禧的追求，在鈞禧堅持不懈地攻勢下，終被鈞禧的真情打動。偏偏前男友卻從中作梗，不斷陷害鈞禧，令禧面臨身敗名裂的危機，鈞禧冒著被前男友公開隱私的風險，挺身為鈞禧澄清，更在鈞禧最失意之時，從旁扶持。 | 全劇     |

### 其他演員
| 演員   | 角色   | 介紹 | 登場集數 |
| 王道   | 林可泰 | 侯麗麗男友 |          |
| 張敏   | 侯麗麗 | 30歲左右，乃當時得令的大明星，性格直率、硬朗、不拘小節。侯麗麗和有婦之夫富商的男友林可泰的感情糾纏了數年之久，一直分割不清。某次，麗麗和男友被狗仔隊盯上，兩人又為了名分問題爭吵不休。麗麗一氣之下在紅綠燈口下車，央求碰巧騎摩托車經過的樂壇偶像團體成員謝曜仲載她離去，結果兩人被狗仔隊困在曜仲的家中，在交談中，外表同樣冷酷、倔強的二人，原來都有著相同的背景，背負著為家裡還債的包袱，兩人有種惺惺相惜之感，二人一時興之所致，步出房門，鎂光燈閃個不停，二人之間的姐弟戀緋聞被傳媒大肆渲染。曜仲受到經紀公司的打壓，麗麗和男友可泰的感情也因此出現裂痕，曜仲不忍麗受到傷害，終展開追求，侯麗麗也終於被仲的真情打動，二人的愛情低調而甜蜜地發展，麗麗和母親間的關係也因此逐漸改善。曜仲某次因揹腳扭傷的關建瑩上樓梯而被媒體拍到照片並大肆報導指責曜仲花心，和麗麗在一起只是藉麗的名氣來提昇自己的知名度。此時，侯麗麗也向謝曜仲提出分手，仲再三向侯麗麗解釋，皆被侯麗麗冷酷地拒於門外。麗麗眼見曜仲倒臥在雨中，心痛不已，始終沒有將實情告知曜仲，原來麗麗的富商男友可泰公司營運不當，面臨破產危機，麗麗不忍前男友眾叛親離，只剩下一人支撐，有感前男友曾在她最失意時幫助她。最後，麗麗決定留在失意的可泰身旁支持他，而她和可泰糾纏不清的感情也終於告一段落。 | 全劇     |
| 徐華鳳 | 康凱琳 | 27歲，當紅偶像團體「4U」的經紀人，做事精明能幹，不拘小節，是典型的女強人作風。康凱琳將所有的精力和時間都放在4U身上，為他們排解工作和生活上的所有疑難雜症，而感情生活一直空白的凱琳，雖然友人多方撮合充當紅娘，但她卻對4U中的湯鈞禧產生一種特別的情感，尤其當鈞禧陷入性派對疑雲時，凱琳既傷心又妒忌，失去一貫的理性，同樣也誤會鈞禧。眼見湯鈞禧情緒低落，凱琳終向鈞禧告白，希望藉此慰藉湯鈞禧的創傷，卻遭湯鈞禧斷然拒絕。同時，凱琳也發現自己錯怪了鈞禧，在內咎與羞愧之下自殺身亡，鈞禧為此深受打擊，因而一蹶不振。 |          |
| 陳明真 | 俞惟安 | 30歲，精明能幹，才華洋溢，是圈中出名的服裝設計師。俞惟安在機緣巧合下認識了關建瑩，在發現建瑩有相當高的設計天份後，特別安排建瑩升任其設計助理，惟安除了在工作上給予瑩機會和創作空間，更在感情方面，成為建瑩最佳避風港。兩人的關係亦師亦友，當建瑩的眼睛面臨失明之際，惟安不但將建瑩的作品推向成功，並助她面臨感情危機。 |          |
| 柯俊雄 | 關子雄 | 關建瑩之父親，50多歲，乃香港黑幫老大，性格豪邁不拘，大情大性，乃典型性情中人。在美國被關了二十年牢獄的關子雄，終在台灣找回素未謀面的女兒建瑩，但卻被女兒拒於門外，子雄則盡一切辦法希望彌補父愛，卻屢屢弄巧成拙。同時，子雄也查到二十年前出賣他，令他妻亡子散的禍首，決定報仇雪恨，一場江湖腥風血雨令其女兒也牽連在內，卻也令兩父女之間的關係得到舒緩。與此同時，女兒先天性弱視的病情惡化，有變瞎之危機，子雄遂拋下江湖紛爭，陪伴著逃避感情的女兒，以補償過去未盡父職的遺憾。 |          |

## 歌曲
| 曲別   | 歌名         | 演唱者                               | 作詞   | 作曲   |
| 片頭曲 | 好朋友       | 4U（湯鈞禧、謝曜仲、楊季霖、曾韋橋） | 稻草人 | 金真權 |
| 插 曲  | 我還能做什麼 | 曾暐雲                               | 稻草人 | 崔哲鎬 |
| 插 曲  | 愛情進行曲   | 謝曜仲                               | 稻草人 | 謝曜仲 |
| 片尾曲 | For You      | 4U（湯鈞禧、謝曜仲、楊季霖、曾韋橋） | 稻草人 | 稻草人 |

### 電視原聲帶
我的明星男友電視原聲帶由新亞洲娛樂集團製作發行。台灣於2004年6月4日發行。
| 曲序 | 曲目                           |               | 作曲          | 编曲          | 製作人        | 演唱                        | 时长 |
| ---- | ------------------------------ | ------------- | ------------- | ------------- | ------------- | --------------------------- | ---- |
| 1.   | For You（片尾曲）              | 稻草人        | 稻草人        | 呂紹淳        | 稻草人 呂紹淳 | 湯鈞禧 謝曜仲 楊季霖 曾韋橋 | 4:34 |
| 2.   | 因為愛（純音樂）               |               |               |               |               |                             | 1:07 |
| 3.   | 愛上他，不只是我的錯（純音樂） |               |               |               |               |                             | 1:09 |
| 4.   | 他之前的一段情太長（純音樂）   |               |               |               |               |                             | 1:47 |
| 5.   | 好朋友（片頭曲）               | 稻草人        | 金真權        | 呂紹淳        | 稻草人 呂紹淳 | 湯鈞禧 謝曜仲 楊季霖 曾韋橋 | 3:53 |
| 6.   | 秘密（純音樂）                 |               |               |               |               |                             | 1:35 |
| 7.   | 午後的指環（純音樂）           |               |               |               |               |                             | 1:24 |
| 8.   | 愛情進行曲（插曲）             | 稻草人        | 謝曜仲        | 奇蹟樂團      | 稻草人        | 謝曜仲                      | 5:04 |
| 9.   | 真心朋友（純音樂）             |               |               |               |               |                             | 1:43 |
| 10.  | 8318                           | 尹思羅（）    | Jae Chong     | Jae Chong     | Jae Chong     | 鄭在英                      | 4:03 |
| 11.  | 一天一天                       | Jung Yeon Jun | Jung Yeon Jun | Jung Yeon Jun |               | 金韋宏                      | 4:46 |
| 12.  | Love Is Hard To Stay（純音樂） |               |               |               |               |                             | 1:40 |
| 13.  | Good Take（純音樂）            |               |               |               |               |                             | 1:14 |
| 14.  | 討好他（純音樂）               |               |               |               |               |                             | 1:37 |
| 15.  | 一如昨日                       | 尹思羅        | 沈尙元（）    | 沈尙元        |               | 鄭在英                      | 4:09 |
| 16.  | 你流的眼淚（純音樂）           |               |               |               |               |                             | 1:45 |
| 17.  | 我還能做什麼（插曲）           | 稻草人        | 崔哲鎬        | 奇蹟樂團      | 稻草人        | 曾暐雲                      | 4:08 |
| 18.  | 只有曖昧（鋼琴演奏）           |               |               |               |               |                             | 1:38 |